# Santa Maria Materdomini (Nápoly)
A Santa Maria Materdomini egy nápolyi templom a Piazetta Fabrizio Pignatellin.

## Leírása
1573-ban alapította Fabrizio Pignatelli, Monteleone hercege. Egyidőben épült a szomszédos Pellegrini nevet viselő fogadóval. A herceg halála után a Szentháromság testvériség tagjai vették birtokukba. Homlokzatának kialakítása Giovanni Francesco di Palma nevéhez fűződik. A Madonna a kisgyermekkel szobor, mely az oltárt díszíti Francesco Laurana műve (15. század) egykoron a bejárat felett állt.  Az egyhajós belső őrzi többek közt az alapító herceg síremlékét. A templom freskóinak elkészítésében Francesco di Paola és Nicola Malinconico játszottak közre.